# So (kana)
En l'escriptura japonesa, els caràcters そ (hiragana) i ソ (katakana) són dues mores o kanes que ocupen la 15a posició en el sistema modern d'ordenació alfabètica gojūon (五十音), entre せ i た; i el 18è en el poema iroha, entre れ i つ. En la taula a la dreta, que segueix l'ordre gojūon (per columnes, i de dreta a esquerra), es troba en la tercera columna (さ行, «columna SA») i a la cinquena fila (お段, «fila O»). En fonologia, una mora és la unitat superior al segment i inferior a la síl·laba.
Tant そ com ソ provenen del kanji 曾. Poden dur l'accent dakuten: ぞ, ゾ. Existeix una versió hentaigana de そ, , que prové del kanji 楚.

## Romanització
Segons els sistemes de romanització Hepburn modificat, Kunrei-shiki i Nihon-shiki:
- そ, ソ es romanitzen com a «so».
- ぞ, ゾ es romanitzen com a «zo».

## Escriptura
|  | El caràcter そ té dos glifs (representacions gràfiques) segons si comença per una línia recta () o diagonal descendent (). En el primer cas, té un traç que sembla una lletra Z i a sota (però en el mateix traç), una C. |
|  | El caràcter ソ s'escriu amb dos traços: 1. Traç diagonal descendent que forma un angle d'uns 60° respecte de l'horitzontal. 2. Traç corb que comença en la part dreta del caràcter i va cap avall a l'esquerra. És important no confondre aquest caràcter amb N (katakana ン, ja que la inclinació del primer traç i la posició inicial del segon són diferents |

## Altres escriptures
| そ / ソ そ / ソ en braille japonès | そ / ソ そ / ソ en braille japonès                         | そ / ソ そ / ソ en braille japonès                          | そ / ソ そ / ソ en braille japonès                                                       | そ / ソ そ / ソ en braille japonès                         | そ / ソ そ / ソ en braille japonès                          | そ / ソ そ / ソ en braille japonès                                                       | そ / ソ そ / ソ en braille japonès                                                        |
| ---------------------------------- | ---------------------------------------------------------- | ----------------------------------------------------------- | ---------------------------------------------------------------------------------------- | ---------------------------------------------------------- | ----------------------------------------------------------- | ---------------------------------------------------------------------------------------- | ----------------------------------------------------------------------------------------- |
| そ / ソ so                         | ぞ / ゾ zo                                                 | そう / ソー sō                                              | ぞう / ゾー zō                                                                           | Altres kanes basats en そ                                  | Altres kanes basats en そ                                   | Altres kanes basats en そ                                                                | Altres kanes basats en そ                                                                 |
| そ / ソ so                         | ぞ / ゾ zo                                                 | そう / ソー sō                                              | ぞう / ゾー zō                                                                           | しょ / ショ sho                                            | じょ / ジョ jo                                              | しょう / ショー shō                                                                      | じょう / ジョー jō                                                                        |
| ⠺ (braille pattern dots-2456)      | ⠐ (braille pattern dots-5) · ⠺ (braille pattern dots-2456) | ⠺ (braille pattern dots-2456) · ⠒ (braille pattern dots-25) | ⠐ (braille pattern dots-5) · ⠺ (braille pattern dots-2456) · ⠒ (braille pattern dots-25) | ⠈ (braille pattern dots-4) · ⠺ (braille pattern dots-2456) | ⠘ (braille pattern dots-45) · ⠺ (braille pattern dots-2456) | ⠈ (braille pattern dots-4) · ⠺ (braille pattern dots-2456) · ⠒ (braille pattern dots-25) | ⠘ (braille pattern dots-45) · ⠺ (braille pattern dots-2456) · ⠒ (braille pattern dots-25) |

- Alfabet fonètic: 「そろばんのソ」 (la «so de soroban», l'àbac japonès)
- Codi Morse: －－－・[6]